# Aptamil
Aptamil ist eine 1968 eingeführte und heute international verwendete Marke für Babynahrung des Lebensmittelunternehmens Danone.
Das Wort Aptamil soll sich laut Danone aus dem Teilwort Apta (lateinisch: passend) und der Silbe mil, die auf Milch beziehungsweise Milk verweist, zusammensetzen.

## Eigentum
Die Markenrechte für Aptamil wurden für Deutschland 1966 angemeldet, internationale Rechte wurden 1971 geltend gemacht. Heute ist die Nutricia International B.V., eine Tochtergesellschaft der Danone S.A., Inhaberin der Rechte an der aktuellen Wort-Bild-Marke.
Historisch lagen die Rechte zuerst bei Milupa, das Aptamil 1968 in den Markt einführte. Mit Übernahme von Milupa gingen die Rechte 1995 an das niederländische Unternehmen Nutricia. Zwei Jahre später benannte sich Nutricia um und firmierte nun unter Numico. Mit der Übernahme von Numico durch Danone im Jahr 2007 gingen die Markenrechte zur Danone-Gruppe über.

## Portfolio
Aptamil-Produkte richten sich an Säuglinge und Kleinkinder in unterschiedlichen Altersstufen. Ferner unterscheiden sich die Produkte hinsichtlich bestimmter Anforderungen. Das Portfolio umfasst:
- Schwangerschaftsprodukte
- Stillprodukte
- Nahrung für Frühgeborene
- Energiesupplemente
- Anfangsnahrungen sowie hydrolysierte Anfangsnahrung
- Folgenahrungen
- Nahrungen zur Allergietherapie sowie solche bei Verdauungsbeschwerden
- Kindermilch

## Forschung und Produktionsstandorte
Mit der Marke Aptamil führte das deutsche Unternehmen Milupa 1968 Milchnahrung ein, deren Milcheiweiß dem der Muttermilch nachempfunden war. Im „Forschungs- und Innovationszentrum“ von Danone in Utrecht befassen sich mehr als 600 Mitarbeiter unter anderem mit Fragen der frühkindlichen und der medizinischen Ernährung sowie der Muttermilch-Forschung. Auch für Aptamil-Produkte wird hier geforscht.
Aptamil-Produkte werden weltweit an verschiedenen Standorten hergestellt, im deutschsprachigen Raum ist das Fulda in Hessen. Zu den Standorten im Ausland zählen zum Beispiel Cuijk in den Niederlanden, Wexford in Irland oder Balclutha auf Neuseeland.

## Märkte, Positionierung und Bekanntheit
2017 wurden Aptamil-Produkte in 45 Ländern verkauft. Aptamil soll innerhalb der Danone-Marken für Babynahrung als „wissenschaftliches Premium-Label“ gelten.
2017 gaben 80 Prozent von 603 befragten Einkaufsberechtigten mit maximal vierjährigen Kindern in Deutschland an, Aptamil als Marke für Babynahrung zu kennen. 2020 gaben 47 Prozent der Österreicherinnen und Österreicher ab 14 Jahren an, Aptamil namentlich zu kennen.

## Relevanz in der Danone-Gruppe
Aptamil ist nach Eigenaussage des Unternehmens die umsatzstärkste Marke von Danone.

## Grauer Markt
Zwischen 2013 und 2015 kam es insbesondere in Deutschland, aber auch in den Niederlanden, gehäuft zu Lieferengpässen, weil Aptamil-Produkte in großen Mengen und organisiert im Lebensmitteleinzelhandel von Zwischenhändlern aufgekauft wurden, um sie anschließend nach China zu exportieren und dort zu hohen Preisen zu verkaufen. Die Zwischenhändler profitierten, weil das Verbrauchervertrauen in chinesische Milchpulverprodukte durch Skandale erschüttert worden war. Zur Verknappung trugen auch systematische Diebstähle von Aptamil-Produkten bei, die dann ebenfalls in China verkauft wurden. Danone reagierte 2016 durch Kooperation mit einem Online-Händler, um in China einen kontrollierten Vertrieb sicherzustellen und dem grauen Markt entgegenzuwirken.